# Commodore Educator 64
Educator 64 (также известен как PET 64 и Model 4064) — персональный компьютер, выпущенный компанией Commodore Business Machines в 1983 году. Поставлялся в школы в качестве замены для устаревающих компьютеров серии Commodore PET. Номер модели 4064 продолжает нумерацию моделей PET 4008, 4016 и 4032, и указывает на наличие 64 КБ ОЗУ и режим отображения текста с 40 символами в строке.
Компьютер построен на основе платы компьютера Commodore 64, но выполнен в корпусе, аналогичном PET 4000, с монохромным чёрно-зелёным монитором. В области над клавиатурой располагалась карточка с краткой справкой по командам BASIC 2.0. Главным отличием от компьютеров PET являлось наличие графических возможностей, включая отображение градаций зелёного.
Компьютер не получил большого распространения. Рынок компьютеров для образовательных учреждений на тот момент был захвачен компанией Apple, а монохромный дисплей не позволял нормально использовать ПО для Commodore 64 с цветной графикой.